# سنجش (شیمی)
سنجش یا عیارگری یک روش تحقیقاتی (تحلیلی) در پزشکی آزمایشگاهی، معدن، داروشناسی، علم محیط زیست و زیست‌شناسی مولکولی برای ارزیابی کیفی یا اندازه‌گیری کمی حضور، مقدار یا فعالیت کارکرد یک نهاد هدف (آنالیت) است. آنالیت می‌تواند یک دارو، ماده بیوشیمیایی، عنصر یا ترکیب شیمیایی یا سلول موجود در ارگانیسم یا نمونه آلی باشد. نهاد اندازه‌گیری شده اغلب آنالیز، اندازه‌گیری یا هدف سنجش نامیده می‌شود. یک روش معمولاً اندازه‌گیری خواص شدتی و مقداری آنالیت و بیان آن در واحد اندازه‌گیری مربوط است (به عنوان مثال مولاریت، چگالی، فعالیت کارکردی در واحدهای جهانی آنزیم، درجه تأثیر در مقایسه با استاندارد و غیره)
اگر روش شامل واکنش دهنده‌های برون زا (معرف) باشد، مقادیر آنها ثابت نگه داشته می‌شوند (یا بیش از حد) به طوری که کمیت و کیفیت هدف تنها عوامل محدود کننده هستند. تفاوت در نتیجه آزمایش برای استنباط کیفیت یا کمیت ناشناخته هدف مورد نظر استفاده می‌شود. برخی از روش‌ها (به عنوان مثال، روش‌های بیوشیمیایی) ممکن است مشابه تجزیه و تحلیل شیمیایی و تیتراسیون باشد. با این حال، سنجش‌ها معمولاً شامل مواد بیولوژیکی یا پدیده‌هایی که ذاتاً از نظر ترکیب یا رفتار پیچیده ترند یا هر دو هستند.